# Ferrosur Roca
Ferrosur Roca est une société privée argentine gérant l'infrastructure et l'exploitation des trains de fret sur le chemin de fer General Roca depuis décembre 1992.
Le 28 juin 2021, le ministère des transports annonce avoir décidé de ne pas renouveler le contrat avec la société, mettant ainsi fin au contrat le 10 mars 2023 et transférant tous les services à Trenes Argentinos Cargas.

## Réseau exploité
Opérateur de fret d'une partie du chemin de fer Roca, elle transporte de la pierre, du ciment, des céréales, du sable et des bobines (transport conjoint avec NCA), et avait des connexions avec les réseaux de Ferroexpreso Pampeano SA, Nuevo Central Argentino SA, et Trenes Argentinos Cargas ; et accès aux terminaux portuaires de Buenos Aires, Dock Sud, La Plata, Campana, San Nicolás, Rosario, Bahía Blanca et Quequén. En 2001, la crise économique éclate et les actes de vandalisme sur les voies se multiplient, ce qui, ajouté à la situation difficile de l'entreprise, entraîne une baisse significative de la qualité du service.
En 2017, un train de marchandises de Ferrosur Roca, en route de Bahía Blanca à Cañuelas, a déraillé à Sierra de la Ventana, causant des dommages à la gare,.